# 100 найвеличніших фільмів XXI століття за версією BBC
100 найвеличніших фільмів 21-го століття (англ. 100 Greatest Films of the 21st Century)  — список художніх фільмів, складений Британською телерадіомовною корпорацією (BBC) у серпні 2016 року. В список потрапили роботи, що були видані з 2000 року, а обирались вони голосуванням 177 кінокритиків з усього світу.

## Повний список
| №   | Назва українською                              | Оригінальна назва                                          | Режисер                           | Країна                                             | Рік  |
| --- | ---------------------------------------------- | ---------------------------------------------------------- | --------------------------------- | -------------------------------------------------- | ---- |
| 1   | Малголленд Драйв                               | Mulholland Drive                                           | Девід Лінч                        | США                                                | 2001 |
| 2   | Любовний настрій                               | In the Mood for Love                                       | Вонг Карвай                       | Гонконг                                            | 2000 |
| 3   | Нафта                                          | There Will Be Blood                                        | Пол Томас Андерсон                | США                                                | 2007 |
| 4   | Віднесені привидами                            | Spirited Away                                              | Міядзакі Хаяо                     | Японія                                             | 2001 |
| 5   | Юність                                         | Boyhood                                                    | Річард Лінклейтер                 | США                                                | 2014 |
| 6   | Вічне сяйво чистого розуму                     | Eternal Sunshine of the Spotless Mind                      | Мішель Гондрі                     | США                                                | 2004 |
| 7   | Древо життя                                    | The Tree of Life                                           | Терренс Малік                     | США                                                | 2011 |
| 8   | Один і два                                     | Yi Yi                                                      | Едвард Янг                        | Республіка Китай · Японія                          | 2000 |
| 9   | Надер і Симін: Розлучення                      | A Separation                                               | Асгар Фархаді                     | Іран                                               | 2011 |
| 10  | Старим тут не місце                            | No Country for Old Men                                     | Джоел та Ітан Коен                | США                                                | 2007 |
| 11  | Всередині Люїна Дейвіса                        | Inside Llewyn Davis                                        | Джоел та Ітан Коен                | США                                                | 2013 |
| 12  | Зодіак                                         | Zodiac                                                     | Девід Фінчер                      | США                                                | 2007 |
| 13  | Останній нащадок Землі                         | Children of Men                                            | Альфонсо Куарон                   | Велика Британія · США                              | 2006 |
| 14  | Акт вбивства                                   | The Act of Killing                                         | Джошуа Оппенгеймер                | Норвегія · Данія · Велика Британія                 | 2012 |
| 15  | Чотири місяці, три тижні і два дні             | 4 Months, 3 Weeks and 2 Days                               | Крістіан Мунджіу                  | Румунія                                            | 2007 |
| 16  | Корпорація «Святі мотори»                      | Holy Motors                                                | Леос Каракс                       | Франція · Німеччина                                | 2012 |
| 17  | Лабіринт Фавна                                 | Pans Labyrinth                                             | Гільєрмо дель Торо                | Мексика · Іспанія                                  | 2006 |
| 18  | Біла стрічка                                   | The White Ribbon                                           | Міхаель Ганеке                    | Австрія                                            | 2009 |
| 19  | Шалений Макс: Дорога гніву                     | Mad Max: Fury Road                                         | Джордж Міллер (режисер)           | Австралія · США                                    | 2015 |
| 20  | Нью-Йорк, Нью-Йорк                             | Synecdoche, New York                                       | Чарлі Кауфман                     | США                                                | 2008 |
| 21  | Готель «Ґранд Будапешт»                        | The Grand Budapest Hotel                                   | Вес Андерсон                      | США                                                | 2014 |
| 22  | Труднощі перекладу                             | Lost in Translation                                        | Софія Коппола                     | США                                                | 2003 |
| 23  | Приховане                                      | Caché                                                      | Міхаель Ганеке                    | Франція · Австрія · Німеччина · Італія             | 2005 |
| 24  | Майстер                                        | The Master                                                 | Пол Томас Андерсон                | США                                                | 2012 |
| 25  | Пам'ятай                                       | Memento                                                    | Крістофер Нолан                   | США                                                | 2001 |
| 26  | 25-та година                                   | 25th Hour                                                  | Спайк Лі                          | США                                                | 2002 |
| 27  | Соціальна мережа                               | The Social Network                                         | Девід Фінчер                      | США                                                | 2010 |
| 28  | Поговори з нею                                 | Talk to Her                                                | Педро Альмодовар                  | Іспанія                                            | 2002 |
| 29  | ВОЛЛ·І                                         | WALL-E                                                     | Ендрю Стентон                     | США                                                | 2008 |
| 30  | Олдбой                                         | Oldboy                                                     | Пак Чхан Ук                       | Південна Корея                                     | 2003 |
| 31  | Маргарет                                       | Margaret                                                   | Кеннет Лонерган                   | США                                                | 2011 |
| 32  | Життя інших                                    | The Lives of Others                                        | Флоріан Генкель фон Доннерсмарк   | Німеччина                                          | 2006 |
| 33  | Темний лицар                                   | The Dark Knight                                            | Крістофер Нолан                   | США · Велика Британія                              | 2008 |
| 34  | Син Саула                                      | Son of Saul                                                | Ласло Немеш                       | Угорщина                                           | 2015 |
| 35  | Тигр підкрадається, дракон ховається           | Crouching Tiger, Hidden Dragon                             | Енг Лі                            | КНР · Республіка Китай · Гонконг · США             | 2000 |
| 36  | Тімбукту                                       | Timbuktu                                                   | Абдеррахман Сіссако               | Франція · Мавританія                               | 2014 |
| 37  | Дядечко Бунмі, який пам'ятає свої минулі життя | Uncle Boonmee Who Can Recall His Past Lives                | Апічатпон Вірасетакул             | Таїланд                                            | 2010 |
| 38  | Місто Бога                                     | City of God                                                | Fernando Meirelles and Kátia Lund | Бразилія                                           | 2002 |
| 39  | Новий Світ                                     | The New World                                              | Терренс Малік                     | США                                                | 2005 |
| 40  | Горбата гора                                   | Brokeback Mountain                                         | Енг Лі                            | США                                                | 2005 |
| 41  | Думками навиворіт                              | Inside Out                                                 | Pete Docter                       | США                                                | 2015 |
| 42  | Кохання                                        | Amour                                                      | Міхаель Ганеке                    | Франція · Німеччина · Австрія                      | 2012 |
| 43  | Меланхолія                                     | Melancholia                                                | Ларс фон Трієр                    | Данія · Швеція · Франція · Німеччина               | 2011 |
| 44  | 12 років рабства                               | 12 Years a Slave                                           | Стів Макквін                      | США · Велика Британія                              | 2013 |
| 45  | Життя Адель                                    | Blue Is the Warmest Colour                                 | Абделатіф Кешиш                   | Франція · Бельгія · Іспанія                        | 2013 |
| 46  | Завірена копія                                 | Certified Copy                                             | Аббас Кіаростамі                  | Іран                                               | 2010 |
| 47  | Левіафан                                       | Leviathan                                                  | Звягінцев Андрій Петрович         | Росія                                              | 2014 |
| 48  | Бруклін                                        | Brooklyn                                                   | John Crowley                      | Велика Британія · Канада · Ірландія                | 2015 |
| 49  | Мово, прощавай                                 | Goodbye to Language                                        | Жан-Люк Годар                     | Франція · Швейцарія                                | 2014 |
| 50  | Вбивця                                         | The Assassin                                               | Хоу Сяосянь                       | Республіка Китай · КНР · Гонконг                   | 2015 |
| 51  | Початок                                        | Inception                                                  | Крістофер Нолан                   | США · Велика Британія                              | 2010 |
| 52  | Тропічна хвороба                               | Tropical Malady                                            | Апічатпон Вірасетакул             | Таїланд                                            | 2004 |
| 53  | Мулен Руж!                                     | Moulin Rouge!                                              | Баз Лурманн                       | Австралія · США                                    | 2001 |
| 54  | Одного разу в Анатолії                         | Once Upon a Time in Anatolia                               | Нурі Більге Джейлан               | Туреччина                                          | 2011 |
| 55  | Іда                                            | Ida                                                        | Павел Павліковський               | Польща · Данія · Франція · Велика Британія         | 2013 |
| 56  | Гармонії Веркмейстера                          | Werckmeister Harmonies                                     | Бела Тарр і Агнеш Граніцкі        | Угорщина                                           | 2000 |
| 57  | Тридцять хвилин по півночі                     | Zero Dark Thirty                                           | Кетрін Біґелоу                    | США                                                | 2012 |
| 58  | Притулок                                       | Moolaadé                                                   | Усман Сембен                      | Сенегал · Франція · Буркіна-Фасо · Марокко · Туніс | 2004 |
| 59  | Виправдана жорстокість                         | A History of Violence                                      | Девід Кроненберг                  | США                                                | 2005 |
| 60  | Синдроми і століття                            | Syndromes and a Century                                    | Апічатпон Вірасетакул             | Таїланд                                            | 2006 |
| 61  | Опинись у моїй шкірі                           | Under the Skin                                             | Джонатан Ґлейзер                  | Велика Британія · США · Швейцарія                  | 2013 |
| 62  | Безславні виродки                              | Inglourious Basterds                                       | Квентін Тарантіно                 | США · Німеччина                                    | 2009 |
| 63  | Туринський кінь                                | The Turin Horse                                            | Бела Тарр і Агнеш Граніцкі        | Угорщина                                           | 2011 |
| 64  | Велика краса                                   | The Great Beauty                                           | Паоло Соррентіно                  | Італія · Франція                                   | 2013 |
| 65  | Акваріум                                       | Fish Tank                                                  | Андреа Арнольд                    | Велика Британія                                    | 2009 |
| 66  | Весна, літо, осінь, зима... і знову весна      | Spring, Summer, Fall, Winter… and Spring                   | Кім Кі Дук                        | Південна Корея · Німеччина                         | 2003 |
| 67  | Володар бурі                                   | The Hurt Locker                                            | Кетрін Біґелоу                    | США                                                | 2008 |
| 68  | Родина Тененбаумів                             | The Royal Tenenbaums                                       | Вес Андерсон                      | США                                                | 2001 |
| 69  | Керол                                          | Carol                                                      | Тодд Гейнс                        | Велика Британія · США                              | 2015 |
| 70  | Історії, які ми розповідаємо                   | Stories We Tell                                            | Сара Поллі                        | Канада                                             | 2012 |
| 71  | Табу                                           | Tabu                                                       | Miguel Gomes                      | Португалія · Німеччина · Бразилія · Франція        | 2012 |
| 72  | Виживуть тільки коханці                        | Only Lovers Left Alive                                     | Джим Джармуш                      | Велика Британія · Німеччина                        | 2013 |
| 73  | Перед заходом сонця                            | Before Sunset                                              | Річард Лінклейтер                 | США                                                | 2004 |
| 74  | Відв'язні канікули                             | Spring Breakers                                            | Harmony Korine                    | США                                                | 2012 |
| 75  | Вроджена вада                                  | Inherent Vice                                              | Пол Томас Андерсон                | США                                                | 2014 |
| 76  | Доґвіль                                        | Dogville                                                   | Ларс фон Трієр                    | Європа                                             | 2003 |
| 77  | Скафандр і метелик                             | The Diving Bell and the Butterfly                          | Джуліан Шнабель                   | Франція · США                                      | 2007 |
| 78  | Вовк з Уолл-стріт                              | The Wolf of Wall Street                                    | Мартін Скорсезе                   | США                                                | 2013 |
| 79  | Майже знамениті                                | Almost Famous                                              | Cameron Crowe                     | США                                                | 2000 |
| 80  | Повернення                                     | The Return                                                 | Звягінцев Андрій Петрович         | Росія                                              | 2003 |
| 81  | Сором                                          | Shame                                                      | Стів Макквін                      | Велика Британія                                    | 2011 |
| 82  | Серйозна людина                                | A Serious Man                                              | Джоел та Ітан Коен                | США · Велика Британія · Франція                    | 2009 |
| 83  | Штучний розум                                  | A.I. Artificial Intelligence                               | Стівен Спілберг                   | США                                                | 2001 |
| 84  | Вона                                           | Her                                                        | Spike Jonze                       | США                                                | 2013 |
| 85  | Пророк                                         | A Prophet                                                  | Жак Одіар                         | Франція · Італія                                   | 2009 |
| 86  | Далеко від раю                                 | Far from Heaven                                            | Todd Haynes                       | США                                                | 2002 |
| 87  | Амелі                                          | Amélie                                                     | Жан-П'єр Жене                     | Франція · Німеччина                                | 2001 |
| 88  | У центрі уваги                                 | Spotlight                                                  | Tom McCarthy                      | США                                                | 2015 |
| 89  | Жінка без голови                               | The Headless Woman                                         | Лукресія Мартель                  | Аргентина                                          | 2008 |
| 90  | Піаніст                                        | The Pianist                                                | Роман Полянський                  | Франція · Німеччина · Польща · Велика Британія     | 2002 |
| 91  | Таємниця в його очах                           | The Secret in Their Eyes                                   | Хуан Хосе Кампанелья              | Аргентина · Іспанія                                | 2009 |
| 92  | Як боягузливий Роберт Форд вбив Джесі Джеймса  | The Assassination of Jesse James by the Coward Robert Ford | Andrew Dominik                    | США                                                | 2007 |
| 93  | Рататуй                                        | Ratatouille                                                | Бред Берд                         | США                                                | 2007 |
| 94  | Впусти мене                                    | Let the Right One In                                       | Tomas Alfredson                   | Швеція                                             | 2008 |
| 95  | Королівство повного місяця                     | Moonrise Kingdom                                           | Вес Андерсон                      | США                                                | 2012 |
| 96  | У пошуках Немо                                 | Finding Nemo                                               | Ендрю Стентон                     | США                                                | 2003 |
| 97  | Білий матеріал                                 | White Material                                             | Клер Дені                         | Франція                                            | 2009 |
| 98  | Десять                                         | Ten                                                        | Аббас Кіаростамі                  | Іран                                               | 2002 |
| 99  | Глінери та я                                   | The Gleaners and I                                         | Аньєс Варда                       | Франція                                            | 2000 |
| 100 | Карлос                                         | Carlos                                                     | Олів'є Ассаяс                     | Франція · Німеччина                                | 2010 |
| 100 | Реквієм за мрією                               | Requiem for a Dream                                        | Даррен Аронофскі                  | США                                                | 2000 |
| 100 | Тоні Ердманн                                   | Toni Erdmann                                               | Марен Аде                         | Німеччина · Австрія                                | 2016 |